# Assassin's Creed
Assassin's Creed là một sê-ri trò chơi điện tử thể loại hành động phiêu lưu trong một thế giới mở có nội dung mang tính lịch sử-viễn tưởng. Dòng trò chơi gồm năm bản chính, bốn bản phụ và một vài các phim ngắn bổ trợ cho nội dung của game. Những phiên bản game xuất hiện trên các hệ máy Play Station 3, XBox 360, Microsoft Windows, Mac OS X, Nintendo DS, Playstation Portable, iOS, webOS,, Android và Windows Phone và sẽ tương thích với Playstation Vita và Wii U. Những bản chính được phát triển bởi Ubisoft Montreal và các bản trên điện thoại di động sẽ do Gameloft và Gryptonite Studio đảm trách. Mọi phiên bản trong sê-ri đều được do Ubisoft phát hành. Series này được lấy cảm hứng từ cuốn tiểu thuyết Alamut, được viết bởi nhà văn người Slovenia Vladimir Bartol.

## Giới thiệu
Assassin's Creed diễn ra vào năm 2012 với nhân vật chính là Desmond Miles, một chàng thanh niên làm nghề pha rượu. Anh được cho là hậu duệ của một số dòng sát thủ thời phục hưng; được nuôi dưỡng với tư cách là một sát thủ, Desmond đã trốn thoát khỏi gia đình du mục sát thủ của anh để đi tìm một cuộc sống bình dị. Tuy nhiên, sau đó Desmond bị bắt cóc bởi siêu tập đoàn Abstergo Industries, một bộ-mặt-hiện-đại của Hiệp sĩ dòng Đền; họ đã nhận ra dòng dõi của Desmond. Anh bị ép dùng 'Animus', một cỗ máy cho phép anh trải nghiệm những ký ức của tổ tiên anh, và trò chơi bắt đầu từ đây.
Tuy nhiên, nội dung game không chỉ gói gọn như vậy. Abstergo đang ra sức tìm kiếm nơi cất giấu "Pieces of Eden", những kiệt tác có sức mạnh phi thường được phân bố rải rác khắp nơi, có thể kiểm soát toàn nhân loại và thay đổi vận mệnh. Desmond sau đó được giải cứu bởi một nhóm nhỏ sát thủ ngày nay và được đưa đến địa điểm an toàn. Sau khi đồng ý hợp tác với họ, Desmond dùng phiên bản Animus riêng của nhóm (Animus 2.0) để tiếp tục trải nghiệm những ký ức của tổ tiên Desmond và qua đó khám phá được nơi cất giữ Pieces of Eden và giữ chúng an toàn khỏi tay Abstergo. Trong khi lạc vào những ký ức của tổ tiên, một vài khả năng của họ nhập vào Desmond, hay còn gọi là "Hiệu ứng chảy máu" (Bleeding effect), do đó các kĩ năng đặc biệt của sát thủ được Desmond thực hiện một cách thuần thục.
Trong cỗ máy Animus, người chơi sẽ vào vai Altaïr ibn-La'Ahad, một sát thủ vừa bị giáng chức đang cố gắng khôi phục lại chức vị của mình trong thời kì Thập tự chinh, và Ezio Auditore da Firenze, một sát thủ người Ý sinh sống vào cuối thế kỉ 15 và đầu thế kỉ 16 trong thời kì Phục Hưng. Cả hai đều có mối quan hệ với một mảnh Pieces of Eden là "The Apple of Eden". Trong quá trình theo dấu chân của Ezio, những mảnh Pieces of Eden được tiết lộ, và trong số đó có Gậy Mục tử. Xuyên suốt qua những sự kiện trong trò chơi, Desmond học được những lời tiên tri về Ngày tận thế 2012 từ một dự án thử nghiệm Animus trước đó, Subject 16, cũng như những nhân vật ba chiều của một loài sinh sống trước thời kì con người. Những người này, được gọi là "Chủng tộc đầu tiên", tự gọi họ là Minarva, Juno và Jupiter. Họ nói trực tiếp với Desmond thông qua những màn chơi của Ezio và đến lượt Ezio khám phá ra rằng ông chỉ là một đường dẫn thông tin cho Desmond. Bộ ba Chủng tộc đầu tiên giải thích rằng họ tạo ra loài người, những người mà sau này đã chống đối lại họ. Một vệt lóa mặt trời đã quét sạch loài của họ trên hành tinh và tiêu diệt toàn bộ chủng tộc. Cả ba thất bại trong việc chống lại nó, và họ đã xây dựng hàng loạt các ngôi đền trên khắp thế giới mà họ tin rằng sẽ ngăn chặn được tai họa lần thứ hai, trong đó có "Hầm mộ trung tâm", được giấu bí mật ở thành phố New York. Chủng tộc đầu tiên đã thất bại trong việc lai tạo với loài người, vì vậy họ đã tạo ra dòng máu lai giữa họ và con người, chẳng hạn như Altaïr và Ezio; Desmond cũng là sự thống nhất của cả hai. Sự lai tạo này đã dẫn đến giác quan thứ sáu, thứ xuất hiện trong game với tên gọi "Eagle Vision" và "Eagle Sense".
Desmond bây giờ phải sử dụng lại Animus để truy cập vào ký ức của Ratonhnhaké:ton Kenway, một sát thủ có dòng máu một nửa người da đỏ, một nửa người Anh trong thời kì Cách mạng Hoa Kỳ, dùng hầm mộ trung tâm để tìm cách ngăn chặn một cơn vệt lóa mặt trời tương tự có khả năng xảy ra theo lời chỉ dẫn của những người đi trước. Sau đó Desmond đã hi sinh tính mạng để kích hoạt tấm lưới bảo vệ Trái Đất khỏi thảm họa Ngày tận thế trong năm 2012.
Nối tiếp câu chuyện của Assassin's Creed III là những câu chuyện của Assassin's Creed IV: Black Flag. Người chơi sẽ vào vai một nhân viên của tập đoàn Abstergo, dùng cỗ máy Animus để trải nghiệm nhân vật Edward Kenway - ông nội của Ratonhnhaké:ton và là cha của Haytham Kenway. Edward Kenway trong game sẽ là một thuyền trưởng chỉ huy tàu Jackdaw khám phá vùng biến Caribbean những năm 1715, trải nghiệm thời kỳ hoàng kim của giới Hải tặc. Edward Kenway xuất thân từ dòng dõi quý tộc người Anh. Edward sớm vào đời và nối nghiệp với nghề lái buôn truyền thống của gia đình. Tuy nhiên sự tham lam của chính quyền cai trị vào thời điểm ấy, Edward và gia đình mình đã bị kết tội trốn thuế, tịch thu toàn bộ tài sản và đày ải ra ngoài vùng vịnh.

## Cách chơi

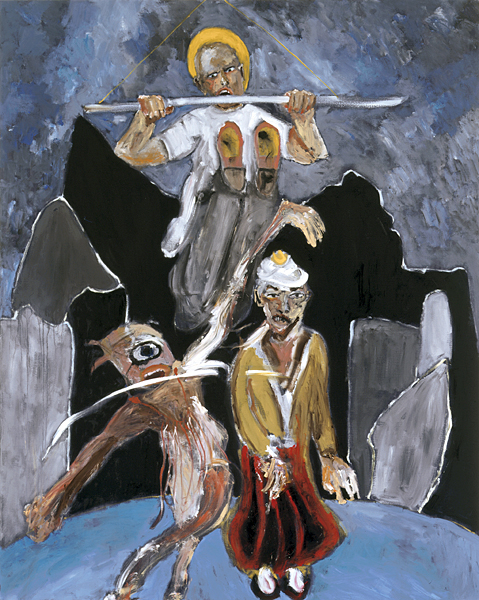
Ezio thực hiện một cú Leap of Faith

Trong khi cốt truyện trò chơi được trình bày thông qua nhân vật chính Desmond Miles, phần lớn thời gian trò chơi được chơi bởi những trải nghiệm của Desmond về ký ức của một trong ba Altaïr, Ezio hay Connor qua cỗ máy Animus. Điều này cung cấp vài phương tiện cho người chơi, thể hiện thanh máu của Altaïr hay Ezio, vật dụng, thiết bị, mục tiêu và một số tính năng khác thuộc Animus. Animus hoạt động dựa vào người chơi, mà ở đây là Desmond, điều khiển sát thủ để duy trỳ sự đồng bộ giữa Desmond và các tổ tiên của anh ta. Làm những hành động mà đi ngược lại với cách của sát thủ hoặc bị chết thì Animus sẽ dừng đồng bộ, và người chơi phải chơi lại ở checkpoint trước đó. Thêm vào đó, người chơi không thể đi đến những khu vực mà sát thủ chưa từng đặt chân đến. Ngoài ra còn có những điều kì lạ như những ký tự do subject trước để lại.
Trong quá trình chơi vào vai sát thủ, game thường được trình diễn qua góc nhìn người thứ ba trong một thế giới mở, tập trung vào hành động lén lút và parkour. Game sử dụng kiến trúc nhiệm vụ để hoàn thành hết cốt truyện, thường là những nhiệm vụ yêu cầu hoàn thành ám sát những mục tiêu đầu não hoặc là những nhiệm vụ mang tính bí mật. Bên cạnh đó là những nhiệm vụ phụ, chẳng hạn như mở rộng bản đồ thành phố bằng cách leo lên những mái nhà cao tầng nhất định và thục hiện một cú "Leap of Faith" (cú nhảy của niềm tin), thu thập kho báu được ẩn giấu khắp thành phố, khám phá những tàn tích hay di vật, xây dựng một tình huỳnh đệ sát thủ để thực hiện các nhiệm vụ, hay chi tiền hoặc tái xây dựng lại thành phố thông qua giao thương và nâng cấp các cửa tiệm, quầy hàng buôn bán. Thông qua giao diện của Animus, người chơi được phép chơi lại những nhiệm vụ trước mặc dù đã hoàn thành xong, ví dụ như Assassin's Creed: Brotherhood, người chơi sẽ đạt được kết quả đồng bộ tốt hơn nếu như hoàn thành xuất sắc những yêu cầu riêng trong màn chơi như chỉ tiêu diệt duy nhất mục tiêu của nhiệm vụ.
Game sử dụng khái niệm di chuyển "chủ động" đối đầu với "bị động", trong đó "chủ động" là những hành động như chạy, leo lên tường, trèo lên mái nhà, nhưng có thể gây sự chú ý đến các lính gác lân cận. Một khi quân lính đang trong tình trạng báo động, người chơi một là quay lại chiến đấu với chúng, hai là thoát khỏi vòng vây và ẩn nấp những nơi mà chúng không nhìn thấy, chẳng hạn như chui vào đống rơm hay cái giếng, và chờ cho sự cảnh giác của chúng suy giảm. Hệ thống chiến đấu trong game khá đa dạng với những vũ khí lạ, áo giáp và những đòn ra chiêu cực kì lợi hại, bao gồm việc sử dụng hidden blade được buộc ở phía cánh tay trong của sát thủ. Vũ khí này rất giúp ích cho việc ám sát lén lút.

## Các phiên bản
Các bản chính của game trên hệ PC đều ra mắt chậm trễ hơn so với trên consoles, ít nhất là hai tuần.
| Tên trò chơi                              | Ra mắt      | Hệ máy |
| Sê-ri chính                               | Sê-ri chính | Sê-ri chính                                                                                                  |
| ----------------------------------------- | ----------- | --- |
| Assassin's Creed                          | 2007        | Java ME, Android, Windows, Xbox 360, PlayStation 3                                                           |
| Assassin's Creed II                       | 2009        | Java ME, Android, Symbian, Windows, Xbox 360, Xbox One, PlayStation 3, PlayStation 4, OS X, Mac OS X         |
| Assassin's Creed: Brotherhood             | 2010        | Java ME, Android, Windows, Xbox 360, Xbox One, PlayStation 3, PlayStation 4, OS X                            |
| Assassin's Creed: Revelations             | 2011        | Java ME, Android, Symbian, Windows, Xbox 360, Xbox One, PlayStation 3, PlayStation 4                         |
| Assassin's Creed III                      | 2012        | Java ME, Symbian, Android, Windows, Xbox 360, Xbox One, PlayStation 3, PlayStation 4, Wii U, Nintendo Switch |
| Assassin's Creed IV: Black Flag           | 2013        | Windows, Xbox 360, Xbox One, PlayStation 3, PlayStation 4, Wii U, Nintendo Switch                            |
| Assassin's Creed Rogue                    | 2014        | Windows, Xbox 360, Xbox One, PlayStation 3, PlayStation 4, Nintendo Switch                                   |
| Assassin's Creed Unity                    | 2014        | Windows, Xbox One, PlayStation 4, Stadia                                                                     |
| Assassin's Creed Syndicate                | 2015        | Windows, Xbox One, PlayStation 4, Stadia                                                                     |
| Assassin's Creed Origins                  | 2017        | Windows, Xbox One, PlayStation 4, Stadia                                                                     |
| Assassin's Creed Odyssey                  | 2018        | Windows, Xbox One, PlayStation 4, Stadia                                                                     |
| Assassin's Creed Valhalla                 | 2020        | Windows, Xbox One, Xbox Series X/S, PlayStation 4, PlayStation 5, Stadia                                     |
| Assassin's Creed Mirage                   | 2023        | Windows, Xbox One, Xbox Series X/S, PlayStation 4, PlayStation 5, macOS, Amazon Luna, iOS, iPadOS            |
| Assassin's Creed Shadows                  | 2025        | Windows, Xbox Series X/S, PlayStation 5, macOS, Amazon Luna, iPadOS                                          |
| Spin Off                                  |             | |
| Assassin's Creed: Altaïr's Chronicles     | 2008        | Android, Symbian, iOS, webOS, Windows Phone, Nintendo DS                                                     |
| Assassin's Creed: Bloodlines              | 2009        | PlayStation Portable                                                                                         |
| Assassin's Creed II: Discovery            | 2009        | iOS, Nintendo DS                                                                                             |
| Assassin's Creed III: Liberation          | 2012        | Windows, Xbox 360, Xbox One, PlayStation 3, PlayStation 4, PlayStation Vita, Nintendo Switch                 |
| Assassin's Creed: Pirates                 | 2013        | Android, iOS                                                                                                 |
| Assassin's Creed: Freedom Cry             | 2014        | Windows, Xbox 360, Xbox One, PlayStation 3, PlayStation 4                                                    |
| Assassin's Creed Chronicles: China        | 2015        | Windows, Xbox One, PlayStation 4, PlayStation Vita                                                           |
| Assassin's Creed Chronicles: India        | 2016        | Windows, Xbox One, PlayStation 4, PlayStation Vita                                                           |
| Assassin's Creed Identity                 | 2016        | Android, iOS                                                                                                 |
| Assassin's Creed Chronicles: Russia       | 2016        | Windows, Xbox One, PlayStation 4, PlayStation Vita                                                           |
| Assassin's Creed Unity: Arno's Chronicles | 2017        | Android |
| Assassin's Creed Rebellion                | 2018        | Android, iOS                                                                                                 |

### Assassin's Creed
Assassin's Creed là phiên bản đầu tiên trong sê-ri game cùng tên. Game ra mắt trên Xbox 360 và Play Station 3 ngày 13 tháng 11 năm 2007, trong khi đó bản dành cho PC ra mắt ngày 8 tháng 4 năm 2008.
Desmond Miles là một nhân viên pha rượu người mà bị bắt cóc bởi một tập đoàn có thế lực mang tên Abstergo. Trong khi bị bắt, Desmond được biết rằng anh ta có thể dùng một cỗ máy tên là Animus để sống lại những ký ức của tổ tiên anh. Anh ta đồng ý sử dụng cỗ máy và làm sống lại ký ức của tổ tiên anh, Altaïr ibn-La'Ahad.
Altaïr, ông tổ của Desmond, là một sát thủ vừa bị giáng chức bởi vì Altaïr đã phá vỡ luật lệ của Hội sát thủ:
1. Không bao giờ sát hại người vô tội
2. Luôn luôn thận trọng, kín đáo
3. Không bao giờ làm hại đến các huynh đệ

Để khôi phục lại chức danh của mình Altaïr phải hoàn thành một sứ mệnh, đó là tiêu diệt chín mục tiêu quan trọng. Altaïr miễn cưỡng chấp nhận và từ từ hạ gục chín người đó. Altaïr nhận ra rằng có một nét chung giữa chín người. Sau khi ám sát hết cả chín người, anh nhận ra mục tiêu thứ chín thật ra chỉ là một cái bẫy. Altaïr chạm trán với Robert, thủ lĩnh của Hiệp sĩ dòng Đền, trước mặt Richard I của Anh, thủ lĩnh của đoàn quân thập tự chinh. Altaïr nói với Richard rằng Robert đang dựng kế hoạch để phản bội và giết chết ông, dẫn đến một cuộc đối đầu tay đôi giữa Robert và Altaïr. Sau đó Richard tin lời của anh. Trước khi chết, Robert thú nhận với Altaïr rằng không chỉ có chín, mà đến mười Templars thông đồng với nhau để lấy Piece of Eden, và người thứ mười này không ai khác chính là thủ lĩnh của hội Sát thủ, Al Mualim. Hắn ta muốn giữ Piece of Eden cho riêng mình nên đã cho Altaïr giết chết chín người còn lại. Trở lại Masyaf, pháo đài của Hội sát thủ. Lúc này Al Mulim đã lấy đi lý trí của những người bên trong do sử dụng Piece of Eden. Altaïr làm chủ được những cám dỗ từ Piece of Eden
và đánh bại Al Mulim trong cuộc đấu tay đôi. Ký ức mà Abstergo đang tìm kiếm, thứ mà chỉ ra địa điểm của Piece of Eden, tiết lộ rằng chỉ có một trong số 28 cái phân bố đâu đó trên thế giới.
Trở lại hiện tại, Abstergo gửi một đội quân lùng sục Pieces nhiều nhất có thể. Vì thấy Desmond hiện đã không cần thiết, họ cho người đến giết anh. Lucy Stillman, một nhân viên của Abstergo người đã tiết lộ với Desmond rằng cô ta là một sát thủ bí mật, đã thuyết phục họ không giết anh. Desmond ở một mình trong phòng Animus và sử dụng kĩ năng Eagle Vision mà anh có được nhờ Hiệu ứng chảy máu gây ra bởi Animus, anh thấy rất nhiều ký tự lạ được vẽ bằng máu ở trên tường và trên sàn ngay trong phòng nghiên cứu. Những ký tự này có liên quan đến ngày tận thế đựợc viết bằng rất nhiều thứ tiếng khác nhau.

### Assassin's Creed II

Logo Assassin's Creed 2

Assassin's Creed II là phiên bản nối tiếp sự thành công của phần đầu Assassin's Creed. Game ra mắt cho Xbox 360 và Play Station 3 vào ngày 17 tháng 11 năm 2009, còn game thủ PC phải chờ đến ngày 9 tháng 3 năm 2010 ở Mĩ và ở châu Âu là sớm hơn 4 ngày.
Lucy trở lại và đưa Desmond ra khỏi Abstergo. Cô ta đưa anh vào một chỗ ẩn nấp và giới thiệu Desmond với các cộng sự sát thủ của cô là Shaun và Rebecca. Cô cũng nói rằng Hội sát thủ đang chiếm ưu thế với cỗ máy Animus được nâng cấp. Biết được dã tâm của bọn Templar muốn lấy cấp Pieces of Eden, Desmond liền tình nguyện trở lại Animus, và khám phá ký ức của Ezio Auditore da Firenze, một quý tộc trẻ vào năm 1476 tại Florence, Cộng hòa Florence. Anh hi vọng sẽ có được những khả năng của Ezio bằng Hiệu ứng chảy máu để giúp Hội sát thủ và tiêu diệt Templars.
Cha và anh em ruột của Ezio bị hành quyết bởi bàn tay của Uberto Alberti, một tên quan tham ô thông đồng với bọn Templars. Ezio giết chết Uberto để trả thù, và sau đó tẩu thoát cùng với mẹ và em gái đến căn biệt thự của họ tại Monteriggioni. Ezio học được những di sản của sát thủ và bắt đầu tập luyện dưới sự hướng dẫn của người chú Mario. Ezio kết bạn với một nhà phát minh trẻ ở địa phương là Leonardo da Vinci. Leonardo đã giúp đỡ Ezio rất nhiều như dịch những mật mã codex mà trong đó gợi nhớ đến ký ức của Altaïr cũng như thiết kế những vũ khí sát thủ cao cấp. Khi Ezio nhìn thấy chúng qua Eagle vision, ba mươi mảnh codex hợp lại tạo thành một bản đồ thế giới trong đó chỉ địa điểm của các hầm mộ. Xuyên suốt một thập kỉ Ezio đã ám sát những tên có liên quan đến cái chết của cha anh, để lại Rodrigo Borgia, một tên quý tộc và cũng là Templar, người đã chiếm được Apple of Eden và là tên chủ mưu của vụ sát hại. Ezio và các sát thủ khác đoạt lại được bảo vật nhưng Borgia đã tẩu thoát. Ezio chính thức được công nhận là một Sát thủ và anh ta bảo rằng có thể anh sẽ là một nhà tiên tri theo lời của mảnh codex.
Trong quá trình chơi Desmond trải qua nhửng điều khá bất thường. Đầu tiên anh nhận thấy những vết khắc kì lạ, dường như được để lại bởi dự án thử nghiệm trước, người mà đã chết do nhân viên của Abstergo để anh ở trên Animus quá lâu. Những vết khắc này rất giống với những ký hiệu ở trụ sở Abstergo, chúng đang giữ một bí mật lịch sử của trái đất. Sau đó anh mơ mình là Altaïr, đuổi theo Maria, một Templar mà sau này là vợ của Altaïr. Cuối cùng, một vài ký ức đã bị bỏ qua, đẩy thời gian của game lên đến hơn thập kỉ đến màn chơi ở Vatican, nơi mà Borgia lúc bấy giờ đang là Giáo hoàng Alexanđê VI. Khoảng ký ức bị "bỏ qua" ấy được bổ sung trong các phiên bản tải về DLC, có nội dung về Trận Forli và Lửa trại của sự phù phiếm.
Borgia lúc này đang là Giáo hoàng và hắn đang nắm giữ Gậy Mục tử, một loại Pieces of Eden khác. Hắn định dùng nó để vào hầm mộ theo như lời tiên tri của codex. Ezio ngăn chặn hắn, nhưng tha đi mạng sống của hắn và vào hầm một mình. Anh ta gặp một vật thể ba chiều của một phụ nữ, tự xưng là Minerva và cho là bà ta đến từ một chủng tộc mà những thành viên của chủng tộc ấy sinh sống cùng thời với loài người cổ đại. Minerva nói rằng một thiên tai khủng khiếp đã tiêu diệt toàn bộ chủng tộc của bà và cảnh báo rằng tai họa ấy sẽ xảy ra thêm một lần nữa trong tương lai gần. Nói trực tiếp với Desmond, bà ta nói với anh "Thế giới này tùy thuộc vào ngươi" (The rest is up to you), để lại nỗi băn khoăn khó hiểu cho Ezio.
Desmond bị đẩy ra khỏi Animus vì Abstergo đã tìm ra nơi ẩn trú của họ. Anh, Lucy và các thành viên khác trong nhóm nhanh chóng tẩu thoát đến nơi an toàn và nhanh chóng chuẩn bị cho Desmond sử dụng Animus một lần nữa tìm kiếm những manh mối có thế giúp ích cho nhóm.

### Assassin's Creed: Brotherhood
Assassin's Creed: Brotherhood là phần thứ ba trong sê-ri. Phát triển và phát hành bởi Ubisoft, game ra mắt vào ngày 16 tháng 11 năm 2010 tại Bắc Mĩ và 19 tháng 11 năm 2010 tại châu Âu. Phiên bản dành cho PC đến muộn hơn, vào ngày 22 tháng 3 năm 2011, tức chậm hơn gần bốn tháng.
Game là sự tiếp diễn về câu chuyện của Ezio Auditore, nhân vật chính trong Assassin's Creed II, sau khi Ezio trở về Monteriggioni. Vào ngày nọ, em gái của Ezio đã tổ chức một buổi tiệc sinh nhật cực kì bất ngờ cho anh, và Ezio đã ngủ với Caterina Sforza. Sáng thức dậy, Ezio hoảng hốt khi thấy Monteriggioni đang bị đoàn quân của Cesare Borgia - con trai trưởng của Rodrigo Borgia - đánh chiếm. Ezio cùng quân lính cố gắng chống trả nhưng người chú của anh Mario đã bị giết bởi Cesare và hắn đã lấy đi The Apple of Eden, để lại Ezio một mình thoát khỏi thành phố. Mong muốn đòi lại công lý và lấy lại báo vật, Ezio lên đường đến Roma để giải phóng những người dân đang bị áp bức dưới triều đại của nhà Borgia. Để làm được điều đó, Ezio phải kết nạp thêm những sát thủ mới cũng như thiết lập đồng minh giữa các thế lực ngầm Roma.
Rất nhiều lần Ezio đột nhập Castel Sant'Angelo - một pháo đài kiên cố - để giết hai cha con Borgia nhưng bất thành. Một lần nọ, Ezio quay trở lại Castel Sant'Angelo thì thấy Cesare ép cha của mình ăn quả táo độc mà trước đó Rodrigo đã cố ý tẩm độc hòng đầu độc con trai mình. Ezio rượt theo Cesare và cuối cùng cũng đoạt lại được Apple of Eden, và dùng nó giết rất nhiều quân lính của Cesare. Cuối cùng thì Cesare cũng bị bắt vào ngục, nhưng hắn điên tiết nói rằng không ai có thể giết được hắn và bắt giam hắn quá lâu. Cesare bị giam rất cẩn mật tại Viana, Tây Ban Nha, nhưng cuối cùng thì hắn cũng đã vượt ngục thành công nhờ sự trợ giúp của tâm phúc Micheletto. Nhưng Micheletto thậm chí lại bị giết bởi bàn tay của chủ nhân hắn, và game dẫn đến ký ức mà bắt đầu ở đầu game. Ezio giết Cesare, xô y xuống dưới tường thành của lâu đài; 'để cho hắn về với bàn tay của số phận' (leaving him in the hands of fate). Sau đó, Desmond, Lucy, Shaun và Rebecca phát hiện ra Apple of Eden được giấu kín đáo ở bên dưới Colosseum. Cả nhóm tìm kiếm và cuối cùng cũng đã tìm ra nó, rồi Juno, một "Những người đến trước" - tên gọi khác của Chủng tộc đầu tiên - khác xuất hiện, điều khiển Desmond và bắt anh ta đâm vào bụng Lucy. Sau sự kiện này, Desmond rơi vào trạng thái hôn mê, còn Lucy - người yêu của Desmond - đã chết dưới bàn tay của anh.
Lần đầu tiên trong sê-ri, game xuất hiện tính năng chơi mạng. Người chơi vào vài các nhân viên của Abstergo, sử dụng Animus để đi vào những ký ức của những Templars thời Phục Hưng trong một vài màn chơi. Ngoài ra Ubisoft còn tung ra bản DLC The Da Vinci Disappearance cho Xbox 360 và Play Station 3 vào ngày 8 tháng 3 năm 2011, hỗ trợ thêm cho phần chơi đơn và chơi mạng.

### Assassin's Creed: Revelations
Assassin's Creed: Revelations là phiên bản thứ tư của dòng game Assassin's Creed, phát triển và phát hành bởi Ubisoft. Trong game, cả ba nhân vật chính trong các bản trước là Altaïr, Ezio và Desmond đều xuất hiện. Game ra mắt trên Xbox 360 và Play Station 3 vào ngày 15 tháng 11 năm 2011, còn cho PC vào ngày 2 tháng 12 năm 2012. Một đoạn trailer được trình chiếu tại E3 2011, mô tả Ezio lúc về già, bên cạnh một đoạn chơi thử gameplay.
Desmond bị hôn mê sâu vào lúc kết thúc Assassin's Creed: Brotherhood và được đặt lại vào Animus. Anh bị lạc vào một khu vực được gọi là Dark room, trái ngược lại với White Room đã thấy trước đó. Desmond phải hợp lại những ký ức trước của Ezio để cải tạo lại trí óc của mình và giải thoát ra khỏi Animus. Điều này yêu cầu Desmond phải vượt qua những câu giải đố trong Animus trong khi bị giam giữ ở một khu vực an toàn là Animus Island, nơi mà anh có thể trò chuyện với mô hình mô phỏng kĩ thuật số của Subject 16, người mà cho Desmond biết anh phải hoàn thành nốt câu chuyện đời của cả hai Altaïr và Ezio thì Animus mới có thể chia tách cả ba người và giải phóng trí óc đang tổn thương của Desmond. Trong lúc ấy, Ezio, bây giờ đã khá lớn tuổi, tiếp tục việc tìm kiếm của ông để tìm ra nguồn gốc của Hội sát thủ và kết nối với quá khứ của Altaïr. Trước hết, Ezio phải tập hợp đủ năm phong ấn cần thiết để vào thư viện của Altaïr, nơi mà ông tin rằng nó chứa những kiến thức mà ông tìm kiếm. Tuy nhiên, bọn Templars cũng muốn được đặt chân vào thư viện, tìm kiếm một thứ vũ khí lợi hại được nói rằng đang được cất giấu tại đây. Những chìa khóa này đồng thời cho phép Ezio đi vào ký ức của Altaïr theo cách khá giống với Animus cho Desmond đi vào ký ức của Ezio. Điều này đã làm cho Ezio chu du đến Constantinople thời kì đế quốc Ottoman, nơi mà Hội sát thủ lĩnh đạo bởi Yusuf Tazim, tiếp đón như một Mentor huyền thoại. Khi phong ấn cuối cùng được thu thập, Ezio đến Masyaf và phát hiện ra đó không phải là một thư viện mà là một hầm mộ với hài cốt của Altaïr và một phong ấn nữa chỉ nơi cất giấu vũ khí, và khi mở ra thì đó là Apple of Eden. Nhưng Ezio đã bỏ lại nó, nói với nó rằng ông đã nhìn nó quá đủ trong đời rồi ("seen enough for one lifetime."). Sau đó ông nói chuyện và chạm vào Desmond trong vô hình, vứt đi hidden blade và thanh kiếm và về nghỉ hưu sinh sống tại Tuscany cùng gia đình. Câu chuyện đời của Ezio được kết thúc trong bộ phim hoạt hình ngắn Assassin's Creed: Embers, khi ông được vợ là Sofia và đứa con gái là Flavia dẫn đi dạo ở Firenze, mặc dù ông đang bị bệnh tim. Trong khi đang ngồi nghỉ, ông trò chuyện với một người thanh niên trẻ với một vết sẹo trên mặt, ông nhận ra giữa ông và người đó có gì tương đồng với nhau khi ông còn trẻ, và Ezio đã trút hơi thở cuối cùng trong sự chứng kiến của gia đình.

### Assassin's Creed III
| “                                                           | Assassin's Creed là câu chuyện về một chàng trai hồi tưởng lại cuộc đời của tổ tiên anh ấy. Altaïr là ở giữa một dòng thời gian dài, rất rất dài. Vẫn còn rất nhiều nơi để khám phá. Assassin's Creed luôn được thiết kế thành một bộ ba tác phẩm vĩ đại, và Desmond sẽ trở về quá khứ, sử dụng Animus để trở thành một sát thủ tối thượng. | ” |
| — Patrice Désilets , Giám đốc sáng tạo của Assassin's Creed | |   |

Assassin's Creed III là tựa game đang phát triển của Ubisoft ấn định ngày ra mắt vào khoảng 30-31 tháng 11 năm 2012. Game sẽ giới thiệu một bối cảnh hoàn toàn mới, cũng như nhân vật chính, một người có cha là người Anh còn mẹ là người Mỹ bản xứ tên là Connor (tên tiếng da đỏ là Ratohnhaké:ton) Kenway. Nội dung trò chơi xoay quanh cuộc đời 30 năm của Connor từ 1753 đến 1783 và mô tả hai thành phố Boston và New York, cũng như vùng hoang dã được gọi là Frotier, nơi 1/3 số nhiệm vụ sẽ diễn ra tại đây. Ubisoft cũng nói rằng bản đồ của game sẽ lớn hơn các người anh của mình; một mình khu vực Frontier đã to gấp rưỡi bản đồ của Assassin's Creed: Brotherhood, phiên bản có diện tích lớn nhất sê-ri tính đến thời điểm này. Tính đến năm 2012, game được Ubisoft phát triển trong 2 năm rưỡi. Thời lượng game cũng sẽ nhiều hơn 20% so với Assassin's Creed II.
Game cũng xuất hiện những yếu tố lịch sử (giống như sự xuất hiện của Niccolò Machiavelli và Leonardo da Vinci trong thời kì Ezio). George Washington và Benjamin Franklin cũng sẽ xuất hiện để hỗ trợ cho Connor. Hệ thống vũ khí sẽ có những cái tên mới như rìu tomahawk, súng lục đôi, ném dao, cung và nỏ.
Assassin's Creed III sẽ có hệ thống thời tiết do engene game đã được nâng cấp, engene Anvil 2.0. Sương mù sẽ dày đặc, bắt buộc người chơi phải sử dụng Eagle Vision. Trời cũng sẽ mưa, mặc dù Connor sẽ không bị trơn trợt hoặc té ngã. Và tuyết trong game đóng vai trò quan trọng. Nếu tuyết rơi dày đặc, người chơi sẽ đi chậm lại, và quân địch cũng vậy.
Corey May, người đã viết kịch bản cho Assassin's Creed, Assassin's Creed II và Assasssin's Creed: Brotherhood cũng sẽ là người đảm trách việc viết kịch bản cho tựu game này. Thiết kế trưởng của game là ông Alex Hutchinson.
Gameplay đã được cải tiến đáng kể. Cơ chế chiến đấu sẽ tập trung vào cách nhân vật di chuyển và bị ảnh hưởng khá nhiều bởi tốc độ cũng như đà chạy, lao vào kẻ địch của game thủ. Việc nâng cấp engine cũng cho phép nhân vật chính có thể rất nhiều động tác mới và độc đáo, hỗ trợ cho khả năng chiến đấu và combo trong các trận đánh. Hãng phát triển muốn người chơi phải di chuyển liên tục trong suốt các trận chiến và hệ thống camera mới sẽ hiển thị các hình ảnh một cách trực quan và mang tính điện ảnh nhiều nhất có thể. Free-running cũng đã thay đổi, cho phép Connor được leo trèo lên cây và các vách núi, đu qua đu lại giữa các cành cây hay thậm chí đi vào trong những căn nhà trong khi đang bị rượt đuổi. Ngoài việc ám sát, theo dõi mục tiêu, Connor cũng có thể săn thú để lột da bán kiếm tiền, nhưng Connor cũng có thể là mục tiêu của các loài ăn thịt khát máu, như chó sói hoặc gấu. Giá trị của một con thú phụ thuộc vào vũ khí, cách thức giết chúng và đòn chí mạng của bạn. Việc hạ gục con gấu bằng một lần chém sẽ khiến cho tấm da thu được có giá trị gấp nhiều lần việc giết nó bằng nhiều nhát đâm, hay giết chúng bằng súng đạn.

### Assassin's Creed IV: Black Flag
Assassin's Creed IV: Black Flag là tên một game hành động phiêu lưu ẩn nấp lấy bối cảnh là một thế giới mở ở góc nhìn thứ ba được sản xuất vào năm 2013 và phát triển bởi Ubisoft Montreal – phát hành bởi Ubisoft.Đây là dòng game thứ 6 trong series game Assassin's Creed.Assassin's Creed 4 có mốc thời gian trong quá khứ trước bản Assassin's Creed 3 (sản xuất vào năm 2012) tuy nhiên những giai đoạn ở hiện tại thì lại tiếp nối bản 3 (các sequences trong game).Black Flag lần đầu tiên được thiết kế cho các hệ máy Playstation 3, Xbox 360 và Nintendo Wii U vào tháng 10 năm 2013; một tháng sau game được chuyển lên các hệ máy Playstation 4, Microsoft Windows (PC) và Xbox One.
Mốc thời gian của game là vào thế kỉ 18 tại vùng biển Caribbean và cụ thể là trong giai đoạn thời đại vàng của cướp biển, nhân vật chính của game chính là hải tặc cộm cán Edward Kenway – cha của Haytham Kenway và là ông nội của Ratonhnhaké:ton (hai nhân vật chính trong bản 3). Không giống các phiên bản trước của dòng game, gameplay của Black Flag chủ yếu xoay quanh những chuyến phiêu lưu trên đại dương với phương tiện đi lại chủ yếu vẫn là thuyền tuy nhiên phiên bản bốn này vẫn giữ nguyên các yếu tố của một game góc nhìn thứ ba như các phiên bản trước như chiến đấu trên mặt đất, cận chiến (melee combat) và hệ thống các cách di chuyển – chiến đấu bí mật (stealth system).Game cho người chơi di chuyển qua nhiều địa điểm ở Caribbean nhưng chủ yếu xoay quanh ba thành phố lớn là Havana, Nassau và Kingston cùng với rất nhiều đảo, tàu đắm, pháo đài,....Ngoài ra, người chơi còn có thể lựa chọn đi săn những động vật biển nhằm trang bị thêm đồ đạc và túi mang đạn dược (bom khói, đạn,...).Lần đầu tiên trong lịch sử dòng game ''Assassin's Creed'', khám phá đại dương và di chuyển bằng tàu lại được đặt lên hàng đầu khi mà nhân vật chính Edward Kenway chiếm được Jackdaw – một con thuyền buồm hai cột (brig) của quân đội Tây Ban Nha.
Assassin's Creed IV: Black Flag nhanh chóng được khen ngợi ngay sau khi phát hành và nằm trong danh sách những game bán chạy nhất trong năm 2013 với hơn 11 triệu bản được bán ra. Giới phê bình đánh giá cao thế giới mở rộng lớn với nhiều nhiệm vụ phụ, đồ họa tươi sáng cũng như hệ thống chiến đấu trên biển của game.Bản nhạc nền đầy phóng khoáng và kiêu bạc cũng được giới phê bình và fan của dòng game đánh giá rất cao.Tuy nhiên những sequence ở hiện tại lại nhận được nhiều lời khen – chê lẫn lộn và những lời phê bình tập trung chủ yếu ở việc cốt truyện ở giai đoạn quá khứ bị lập lại.Black Flag nhận được một vài giải thưởng và danh hiệu bao gồm giải Spike VGX 2013 cho game hành động – phiêu lưu hay nhất năm.Tiếp nối Black Flag là Unity (bối cảnh là cách mạng Pháp) và Rogue (bối cảnh là chiến tranh 7 năm); cả hai đều được phát hành vào tháng 11 năm 2014.

### Assassin's Creed: Unity
Đây được coi là bản Assassin có sự đột phá nhất trong các bản từ trước đến nay. Đồ họa kiến trúc tỉ lệ 1:1 với ngoài đời, cùng với NPC lên đến cả ngàn người. Cơ chế parkour được cải tiến với chuyển động mượt mà nhất, đi kèm theo đó là gameplay đề cao sự lén lút nhất trong tất cả các bản Assassin. Với bản Assassin's Creed: Unity, người chơi sẽ được đưa về Paris thời kì Cách mạng Pháp. Khi bắt đầu trò chơi, bạn sẽ nhập vai vào một chàng trai trẻ Arno. Ngày bé được cha đưa vào Cung Điện versailles. Đột nhiên cha bị ám sát bởi Shay Cormac-nhân vật chính trong bản Assassin's Creed: Rogue. Arno được bạn của cha mình nhận nuôi. Trải qua một thời gian, lúc này Arno đã lớn trở thành một thanh niên có tính cách có phần trẻ trâu, nông nổi. Sau đó lại bị vu oan vì cái chết của người bố nuôi, anh bị tống vào ngục. Một tên tù nhân trong số đó nhìn anh và nói: Ah! ta biết cha ngươi, cha của ngươi là sát thủ đó, thế ngươi có muốn làm sát thủ không ? Anh được đào tạo trong tù 3 tháng, đúng lúc khi cuộc cách mạng Pháp nổ ra với mục tiêu đầu tiên là đột chiếm nhà tù BastilleBastille-Nơi Arno đang bị giam giữ. Anh được giải thoát và câu chuyện của sát thủ trẻ người Pháp chính thức bắt đầu

### Assassin's Creed: Origins
Đây là phiên bản ra mắt vào 27 tháng 10 năm 2017.  Assassin's Creed: Origins đưa người chơi đến với Ai Cập cổ đại, với câu chuyện của một trong số những nền văn minh đầu tiên của nhân loại với cuộc phiêu lưu của gã sát thủ BaYek. Trong bản này, chúng ta có thể thấy thay vì súng đạn của các phiên bản mới, thì cung tên lại trở thành món vũ khí tầm xa cực kỳ tin cậy của nhân vật chính.

### Assassin's Creed: Odyssey
Phiên bản này được phát hành vào 5/10/2018 
Ở phiên bản này, ta sẽ tiếp nối nhân vật từ phần trước - Nữ sát thủ Layla. Cô vô tình tìm được thanh giáo của vị vua Sparta là Leonidas, và tiếp tục tham gia vào cuộc hành trình của các "sát thủ" đời đầu. Câu chuyện chuyển từ bối cảnh Ai Cập sang Hi Lạp và dựa theo sử thi Odyssey. Điều đặc biệt là chiếc giáo này đã qua tay hai chủ nhân - 2 chị em Kassandra và Alexios, 2 Sparta và cuộc hành trình của riêng mình - Layla / Người chơi có thể chọn hóa thân thành 1 trong 2 chị em. (Còn tiếp)

### ASSASSIN'S CREED: VALHALLA
Tương tự với phần game Assassin's Creeds trước đó, Valhalla là một trò chơi thuộc thể loại phiêu lưu thế giới mở, góc nhìn thứ ba kết hợp với hành động lén lút và ám sát. Giống như những trò chơi trước, Valhalla có hai cốt truyện. Một câu chuyện diễn ra ở bối cảnh thời hiện đại, xoay quanh việc các Assassin đối đầu với tổ chức Templar và thường liên quan đến các đồ tạo tác quyền năng của thời xưa.
Cốt truyện thứ hai — cốt truyện mà chúng ta dành 95% thời lượng chơi — lấy bối cảnh vào khoảng năm 875 sau Công nguyên, khi người Viking và gia tộc của họ rời Na Uy, khám phá và chinh phục các vùng của Anh và châu Âu.
Khi ở trong Animus, bạn sẽ vào vai Eivor, một chiến binh Viking có cha mẹ bị giết khi anh còn nhỏ. Eivor được nuôi dưỡng bởi Styrbjorn, vua của gia tộc và có mối quan hệ như anh em với con trai của vua, Sigurd.

## Các bản khác

### Assassin's Creed: Altaïr's Chronicles
Altaïr ibn La-Ahad, một thích khách thời Trung cổ được cử đi làm một nhiệm vụ từ Hội sát thủ để lấy lại ly rượu thánh từ sự tranh giành của cả hai đội quân Thập tự chinh và quân đội Hồi giáo. Altaïr ra sức tìm kiếm ba chiếc chìa khóa ma thuật rồi thằng tiến đến Jerusalem để đối đầu với thủ lĩnh quân Templars ở đây, Basilisk. Khi đến nơi, Altaïr nhận ra không có ly rượu thánh nào cả, nhưng có một người phụ nữ tên Adha đã tiết lộ rằng Altaïr đã bị lừa gạt bởi sát thủ có tên Harash, một điệp viên hai mang cho Templars. Sau khi giết chết cả hai Basillisk và Harash, Altaïr đã nỗ lực giải cứu Adha, lúc này đang bị bắt cóc, nhưng bất thành. Game kết thức với cảnh Adha bị đưa lên thuyền buôn, bỏ lại Altaïr ở đất Thánh.